# France 24
France 24 (France vingt-quatre) er en 24-timers international nyhedstv-station med base i Frankrig. France 24 sender på fire forskellige kanaler på hhv. fransk, engelsk, arabisk og spansk, med en blanding af nyheder og magasinprogrammer. Stationen der har base i udkanten af Paris sendte første gang den 6. december 2006, og er målrettet det globale marked. Kanalerne sendes via satellit og kabel-tv. Siden 2010 kan kanalerne også ses på stationens smartphone-apps.
France 24 er siden 2008 helt ejet af den franske stat via et holdingselskab; France Médias Monde, der opkøbte mindretals andelene fra de to tidligere partnere Groupe TF1 og France Télévisions. Tv-stationen har omkring 260 journalister.